# カール・ハインリヒ・フォン・ベティッヒャー
カール・ハインリヒ・フォン・ボエティッヒャー（ドイツ語: Karl Heinrich Boetticher, ab 1864 von Boetticher、1833年1月6日 - 1907年3月6日）は、プロイセン及びドイツの内務官僚、政治家。ビスマルク内閣の副宰相、帝国内務長官を務める。

## 生涯

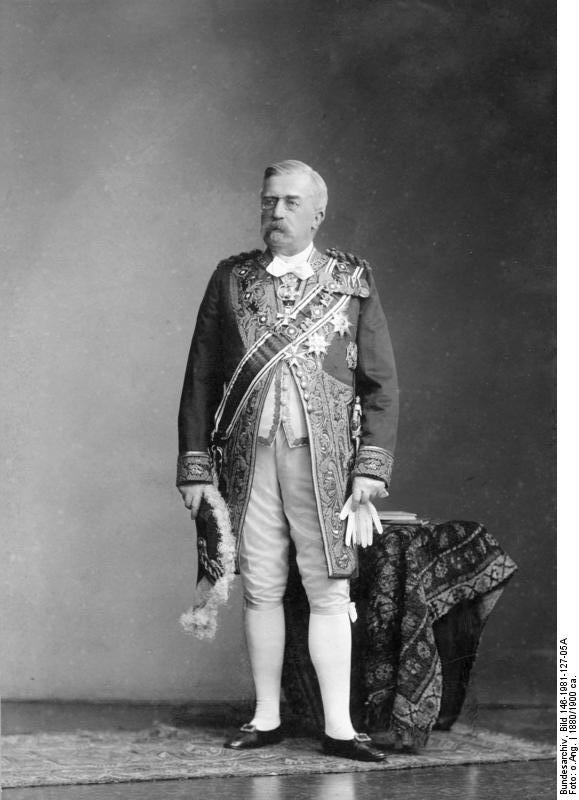
大礼服を着用するベティッヒャー

カール・ハインリヒ・フォン・ベティッヒャーは、1833年に高等裁判所長のカール・ヴィルヘルム・フォン・ベティッヒャー（1791–1868）と妻のヘンリエッタ・ヴィルヘルミーナの息子としてポーランドのシュチェチンに生まれた。父親の度重なる転職によりポツダムでアビトゥーアを取得する前に、シュチェチン、ケーニヒスベルク、ダンツィヒの学校に通った。1852年から1855年まで、ヴュルツブルク大学とベルリン大学、ヴィルヘルム大学で法律を学んだ。大学を卒業をした後は、プロイセン陸軍の志願兵として1年間兵役に就いていた。1860年、裁判所の査定官となり、1863年には政府査定官となった。1864年には商工省に入省し、翌年にはシュトラールズントの市議会議員となった。1869年にソフィー・バーグと結婚した後、プロイセン内務省官僚となった。行く1872年、政府評議員に任命され、彼はハノーファー地区指導者となり、翌年にはシュレスヴィヒ地区指導者となった。1878年に彼は自由保守党の帝国議会議員、1879年にシュレスヴィヒホルシュタイン州の副知事に任命され、1880年にオットー・フォン・ビスマルク内閣の帝国内務大臣に就任した。1881年には同内閣の副宰相にも就任した。彼は1897年までこの２つの閣僚に着任していた。彼は帝国宰相オットー・フォン・ビスマルクの社会立法 (Sozialgesetzgebung) の構想を考え、議会に提出した。1889年に発布された労働保護法に関するビスマルクとドイツ皇帝ヴィルヘルム2世の間の論争で、ベティッヒャーは、皇帝の見解を支持した。1890年にビスマルクが失脚した後も、内閣に留まり、特に貿易政策の分野に力を入れた。この立場で、彼は1895年5月31日にリューベックでエルベ・トラベ運河の礎石を築きました。
1897年彼は皇帝の支持を失い、帝国指導部の役職から解任され、ザクセンに異動となった。1906年までザクセンに留まった。また彼は1866年から1870年および1882年から1893年まで、保守党の党員であり、プロイセン衆議員であった。

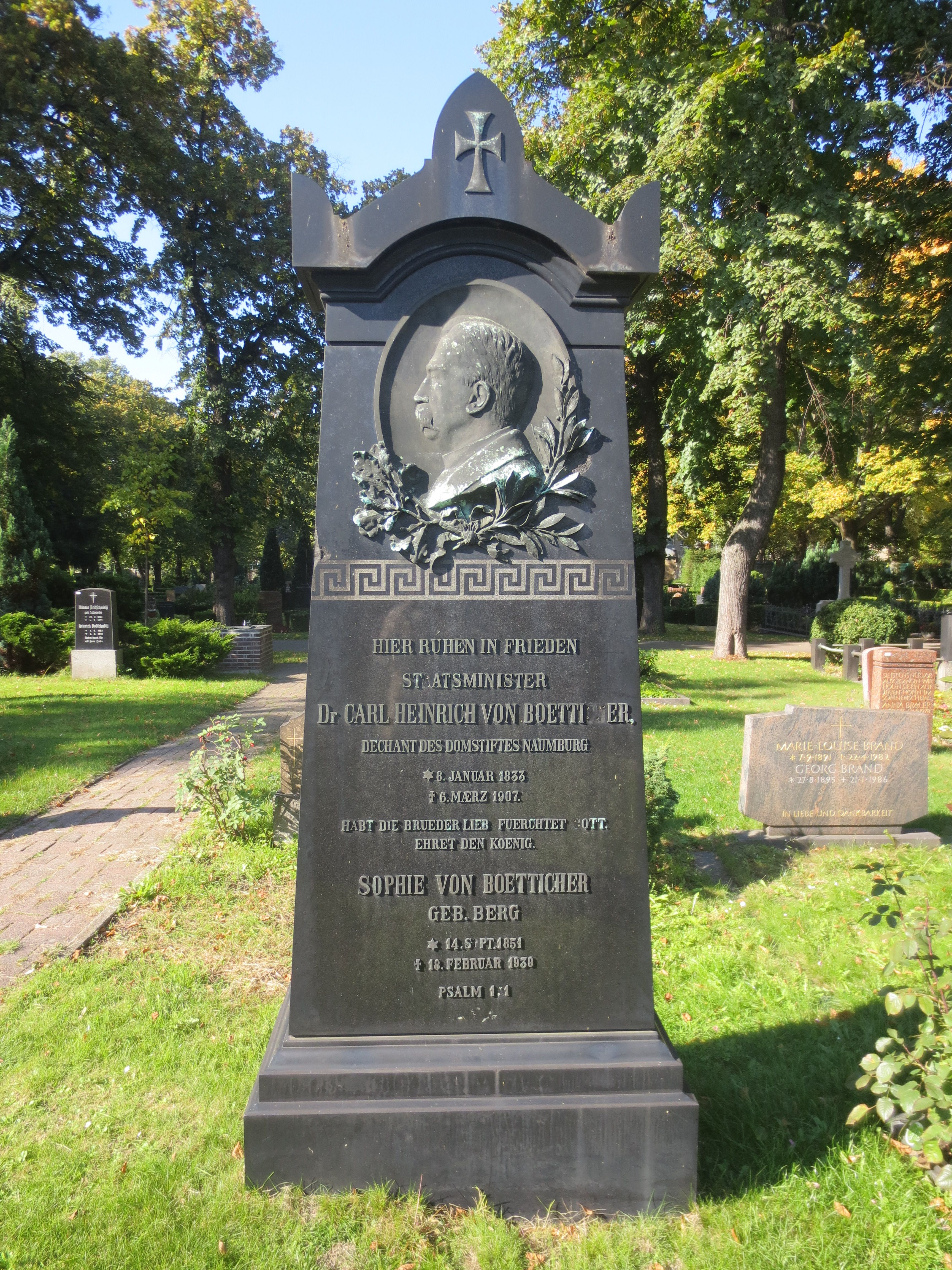
カール・ハインリヒ・フォン・ベティッヒャーの墓石

1907年、 ナウムブルクで74歳で亡くなった。彼はベルリンのシェーネベルクの旧十二使徒墓地に埋葬された。墓跡には彼の彫刻画が掲げられた。